# Chiti
Pour les articles homonymes, voir Chiti (homonymie).
Chiti (en népalais : चिती) est un comité de développement villageois du Népal situé dans le district de Lamjung. Au recensement de 2011, il comptait 5 166 habitants.